# Dean Reed
Pour les articles homonymes, voir Reed.
Dean Cyril Reed né le 22 septembre 1938 à Denver (Colorado, États-Unis), mort le 13 juin 1986 à Zeuthen (district de Potsdam, RDA), est un chanteur, musicien et acteur américain, également connu pour son engagement communiste. D'abord expatrié en Amérique latine pour y faire carrière, il devient ensuite l'un des artistes américains les plus populaires en URSS et dans le bloc communiste et s'installe en Allemagne de l'Est dans les années 1970.

## Biographie

### Débuts aux États-Unis
Il est né d'une femme au foyer, Ruth Anna Brown, et d'un professeur de mathématiques et d'histoire, Cyril Reed, décrit comme un anticommuniste convaincu et un partisan de Barry Goldwater. Dean Reed grandit dans une ferme avicole près de Denver. Il avait deux frères, Vern (né le 13 novembre 1943) et Dale (né le 7 juin 1935). À l'âge de douze ans, il a appris à jouer de la guitare. De 1956 à 1958, il a étudié la météorologie à l'Université du Colorado, tout en se produisant avec des chansons hillbilly dans des ranchs de vacances dans les Rocheuses. Il s'est fait connaître dans les discothèques et les stations de radio régionales sous le nom de « Denver Kid ».
Après avoir fait des essais pour le label de disques américain Imperial Records, il abandonne ses études en 1958 et s'installe à Los Angeles. Voyle Gilmore, patron de Capitol Records, lui a fait signer un contrat d'enregistrement de sept ans en 1959,. La société voulait faire de lui une idole des jeunes. Reed prit des cours d'art dramatique avec Paton Price, un marginal du cinéma américain (qui joua plus tard un petit rôle dans la comédie de western réalisée par Reed, Sing, Cowboy, sing), et fit des apparitions en tant qu'invité dans la sitcom de CBS Bachelor Father avec John Forsythe.
Ses chansons rock'n'roll et ses ballades I Kissed a Queen, The Search, Our Summer Romance et Whirly Twirly n'ont connu qu'un succès mitigé aux États-Unis, mais beaucoup plus important en Amérique latine. Bien que Reed ait été invité à participer à l'émission musicale American Bandstand sur ABC, son premier single The Search n'a été classé que 96e au classement du Billboard aux États-Unis, alors qu'il a atteint la première place des palmarès musicaux en Argentine.

### Carrière latino-américaine

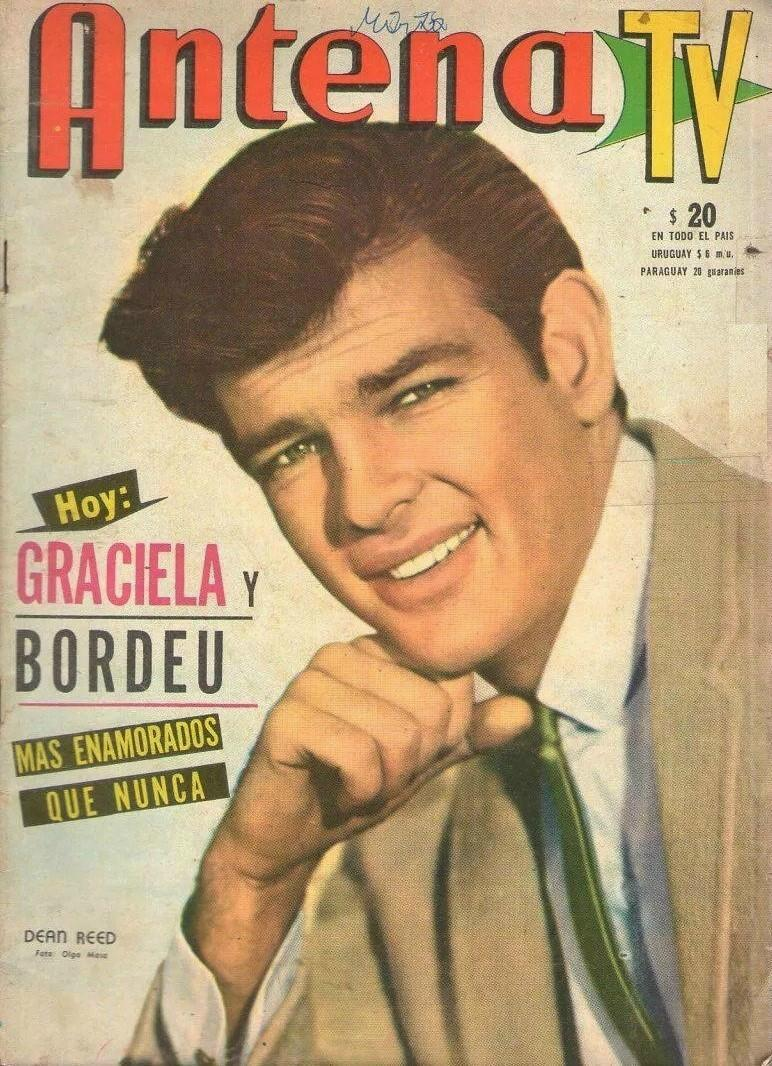
Dean Reed en Argentine en 1965.

#### L'idole des jeunes
En 1961, Capitol Records envoie Reed en tournée de concerts en Argentine, au Chili, au Brésil et au Pérou. Il est accueilli à l'aéroport de Buenos Aires par 100 000 aficionados. Son arrivée à Santiago du Chili est retransmise en direct à la radio. La police déploie 58 agents pour le protéger du public dans la rue. La tournée est un succès triomphal. Pour offrir suffisamment de place aux spectateurs, il faut louer des stades de football. Reed ne revient que brièvement aux États-Unis et s'installe ensuite en Argentine.
La même année, il est plus populaire en Argentine et au Chili qu'Elvis Presley, Paul Anka ou Neil Sedaka. Il produit huit singles et trois albums en Argentine. Il apparaît comme acteur dans des telenovelas, tourne son premier long métrage au Mexique en 1964, Guadalajara en verano (litt. Guadalajara en été), l'histoire d'amour d'un étudiant. En 1965, la télévision argentine lance le samedi une émission hebdomadaire consacrée à Dean Reed.

#### Politisation
Les inégalités sociales et la pauvreté de masse en Amérique latine le politisent. Il donne des concerts gratuits dans les barrios, les usines et les prisons, ce qui le rend encore plus populaire et lui vaut le surnom de « M. Simpatico ». Il fait la connaissance de dirigeants syndicaux chiliens, se lie d'amitié avec l'écrivain Alfredo Varela, se rend à Helsinki en tant que délégué argentin à la session du Conseil mondial de la paix et invite la cosmonaute soviétique Valentina Terechkova à son spectacle. Il est ensuite arrêté par la police politique argentine. En mars 1966, Che Guevara lui rend visite à son domicile de Buenos Aires et discute avec lui jusqu'à l'aube. Après le coup d'État du 28 juin 1966, Reed est expulsé d'Argentine par décret du régime du général Juan Carlos Onganía pour activités pro-communistes. Il s'installe temporairement en Espagne, son contrat avec Capitol Records ayant expiré. Désormais, il est son propre imprésario.

### Carrière soviétique, italienne et est-allemande

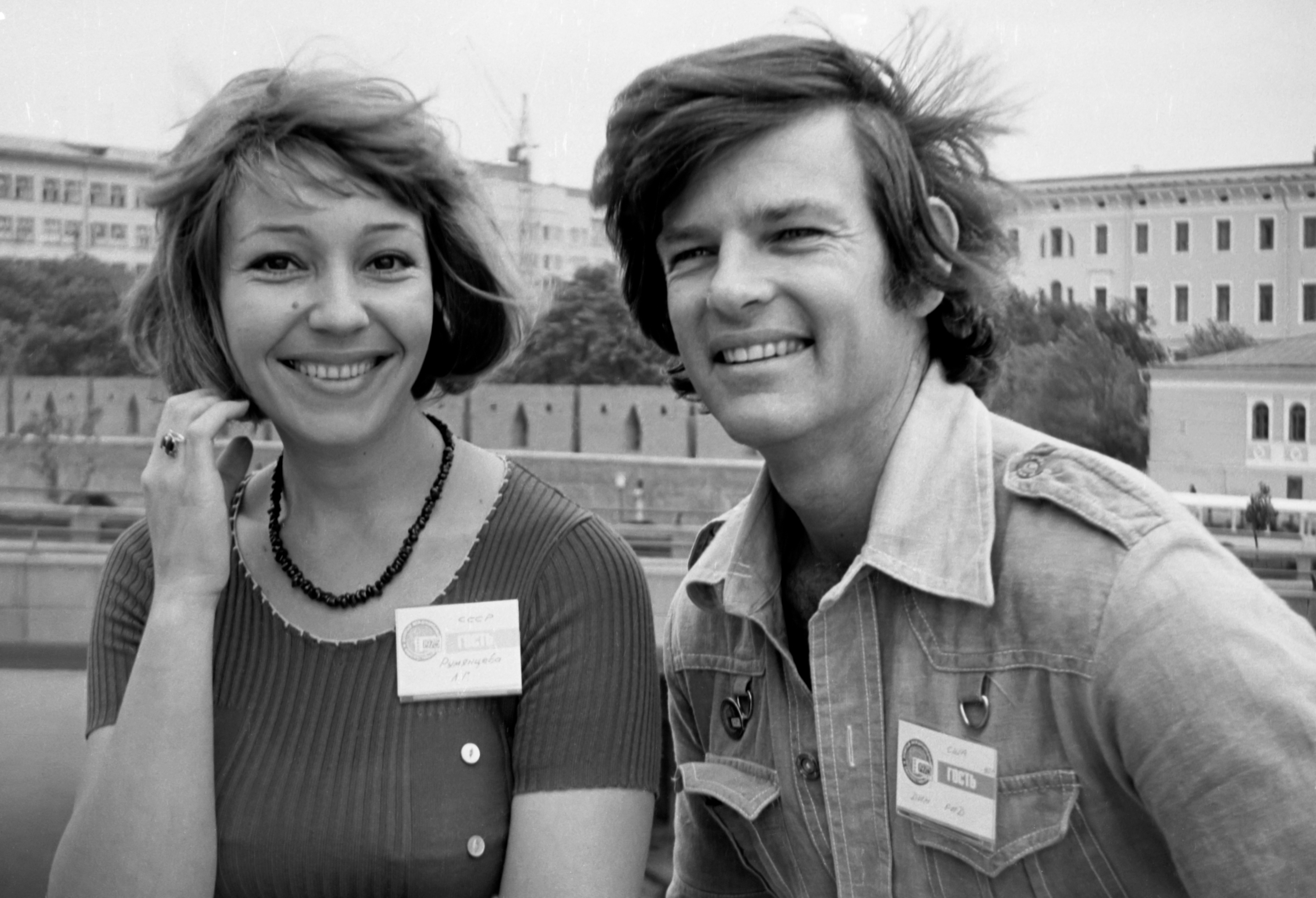
Lioubov Roumiantseva et Dean Reed au Festival de Moscou 1975.

#### Succès en Union soviétique
En octobre 1966, Reed entame une nouvelle carrière en Union soviétique. Il signe un contrat avec l'agence nationale de concerts Goskonzert et voyage pendant deux mois dans les républiques soviétiques, donnant 39 concerts dans huit villes, dont Moscou et Leningrad. En 1968, il enregistre son premier album de rock 'n' roll, de country et de folk pour le label de disques soviétique Melodiya. Suivent des concerts en Mongolie en 1968 et des tournées en URSS à la fin de l'été 1971 et en juillet 1979. Reed est le premier Américain et chanteur de rock à se produire sur les scènes soviétiques, enthousiasmant les adolescents soviétiques avec son déhanchement, son twist et son sens du spectacle à l'occidentale. Son apparition sur la place Maïakovski à Moscou provoque des embouteillages. Comme en Amérique du Sud, il a plus d'adeptes qu'Elvis Presley. Ses six 33 tours soviétiques et ses dix singles se vendent à des millions d'exemplaires. En 1976, le magazine américain People écrit qu'il est l'Américain le plus connu en Union soviétique et en Europe de l'Est, aux côtés du président américain Gerald Ford et du secrétaire d'État Henry Kissinger.

#### Acteur en Italie
En 1967, Reed s'installe en Italie et vit avec sa famille à Rome. Il obtient un contrat dans le cinéma, joue dans douze films à Cinecittà jusqu'en 1973, principalement des westerns spaghettis, dont Adios Sabata avec Yul Brynner. Il soutient des campagnes politiques, se présente en 1969 à la tête d'une manifestation anti-guerre du Viêt Nam devant l'ambassade des États-Unis à Rome, serre le poing et crie « Viva Hô Chi Minh ». En 1970, il soutient par des concerts pendant quatre mois la campagne électorale de l'Unidad Popular et de son candidat principal Salvador Allende au Chili. Lors d'une action de rue spectaculaire, il lave en septembre 1970 le drapeau des États-Unis de la « saleté de l'impérialisme » devant le consulat américain à Santiago.

#### Emménagement en Allemagne de l'Est
En novembre 1971, il rencontre sa future femme, le mannequin Wiebke Dorndeck, alors mariée au photographe Rainer Dorndeck (de), lors de la Semaine internationale du documentaire et du court métrage pour le cinéma et la télévision de Leipzig, et s'installe en RDA en 1972. Là-bas, il est courtisé en tant que vedette mondiale et « chanteur de l'autre Amérique ». Le 30 juin 1973, il se marie à la mairie de Döbeln avec Wiebke Dorndeck née Schmidt (née le 29 août 1941), qui a entre-temps divorcé. Leur fille naît en 1976 et ils divorcent en 1978.

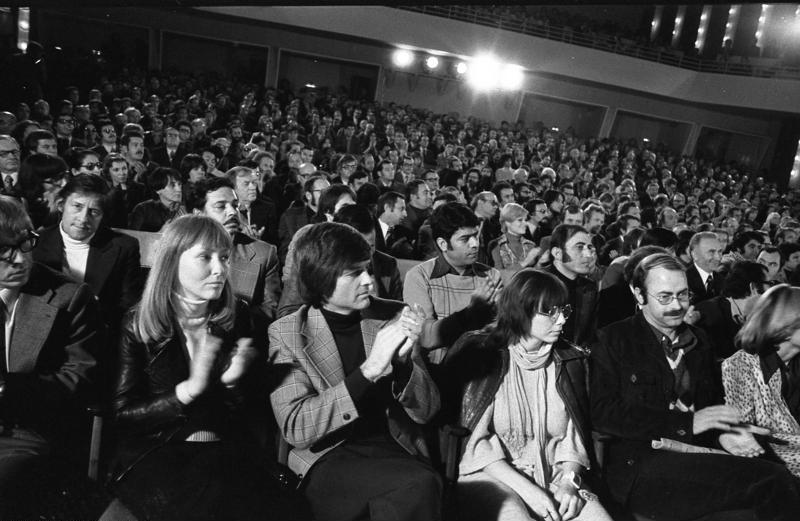
Dean Reed en 1976 au Festival international du film documentaire et du film d'animation de Leipzig.

En l'espace de six ans, il tourne cinq films en République démocratique allemande. Les plus connus sont Scènes de la vie d'un propre à rien (de) d'après Joseph von Eichendorff, Kit & Co d'après Jack London et El Cantor (de), une adaptation de la vie de Víctor Jara. En 1979, il fait une tournée de plusieurs mois en RDA, en Union soviétique et en Tchécoslovaquie et se produisit devant 70 000 spectateurs à Budapest. Reed loue un terrain en bord de lac avec une maison et un bateau à moteur à Rauchfangswerder, un quartier de Berlin-Schmöckwitz.
Il se sentait à la fois patriote américain et marxiste. Derrière sa maison, il installe un mât avec le drapeau américain qu'il avait « lavé de son impérialisme » au Chili, se réclamant de la Révolution américaine de 1776. En 1974, il se produisit au Friedrichstadtpalast de Berlin pour le 25e anniversaire de l'organisation des pionniers Ernst Thälmann. Il souligna à un magazine de la RDA : « Je suis marxiste, quoi que je chante ». Il interpréte donc les violations des droits de l'homme en Union soviétique comme « quelques erreurs et injustices » comme il l'écrit dans sa lettre ouverte à Alexandre Soljenitsyne le 27 janvier 1971. En 1984, il déclara au journal Der Tagesspiegel de Berlin-Ouest qu'il était plus important pour lui qu'il n'y ait pas de chômage en RDA plutôt que de disposer de la liberté de voyager : Ce sont des « priorités auxquelles je m'identifie en tant que marxiste ».
Avec son passeport américain, il s'est engagé dans des actions de protestation au Proche-Orient, en Amérique du Nord et du Sud. En 1977, il rend visite à l'Organisation de libération de la Palestine (OLP) dans le sud du Liban et chante pour Yasser Arafat. En 1978, il se solidarise avec des fermiers de Delano, Minnesota et il est temporairement enfermé dans la prison locale. Il y entame une grève de la faim ce qui déclenche une campagne politique mondiale pour sa libération. En 1983, il entre illégalement au Chili, donne des concerts sans autorisation à Santiago et Rancagua. Il se fait alors arrêter et expulser vers le Pérou.

#### Mauvaise passe

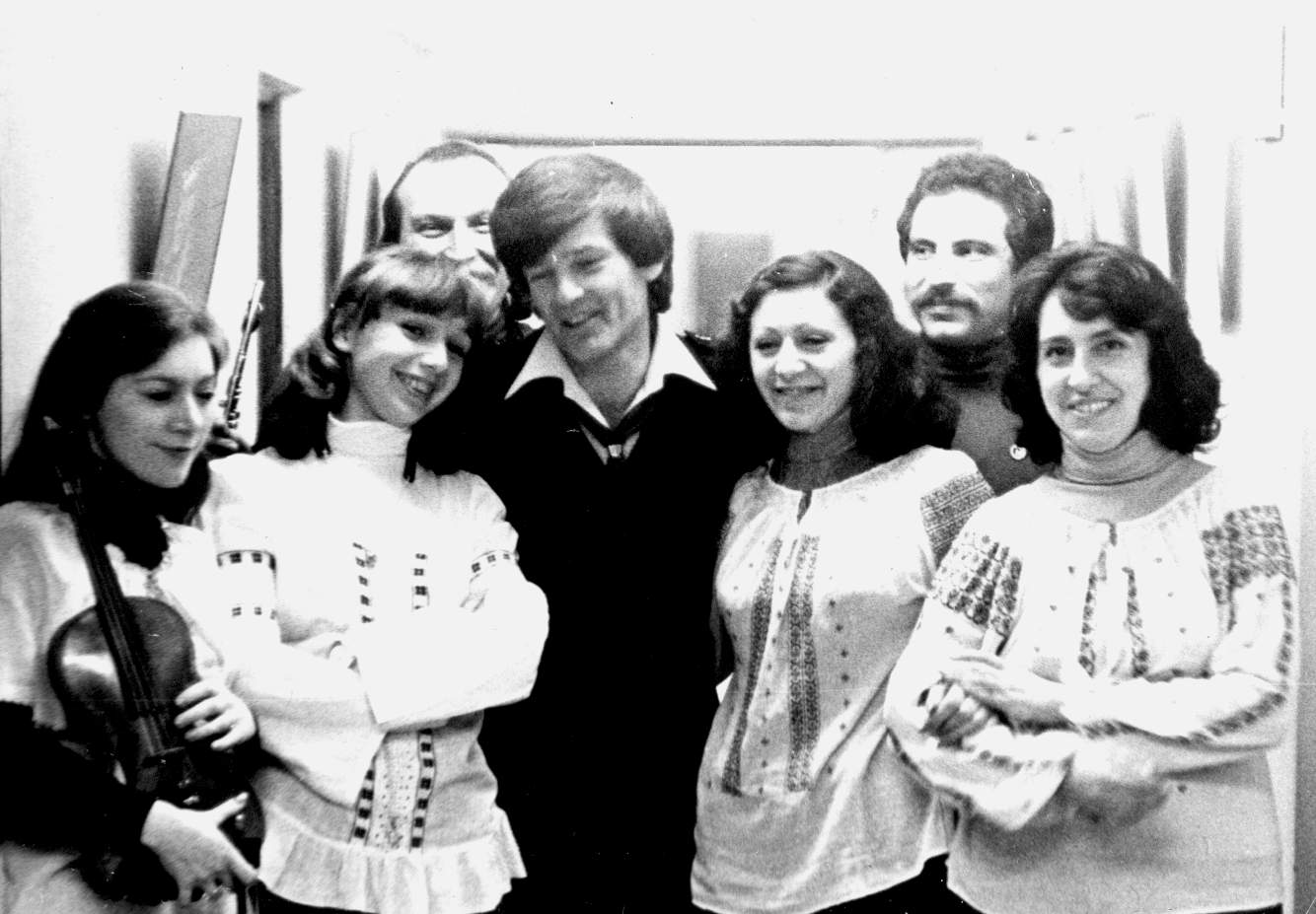
Dean Reed en Union soviétique en 1980 avec l'ensemble musical Granada.

Au début des années 1980, la renommée de Reed s'estompe. Les tournées sont remplacées par des apparitions occasionnelles dans des émissions de divertissement de la télévision est-allemande et soviétique, ainsi que par des concerts dans des salles municipales. Il n'est plus demandé au cinéma. En 1981, sa propre réalisation Sing, Cowboy, sing échoua auprès du public et de la critique. Le seul succès de cette période fut une émission personnelle de cinq jours, Sing, Dean, sing!, au Palais de la République pendant les vacances d'été 1981. Son dernier 33 tours, Dean Reed, est un échec. En 1986, il projete de faire un film sur le massacre de Wounded Knee.
Il s'est montré de plus en plus critique envers les autorités en RDA. La Stasi rapporte qu'en 1982, lors d'un contrôle sur l'autoroute, Reed « comparait la RDA à un État fasciste » et déclarait que, tout comme les 17 millions de citoyens est-allemands, il en avait « marre ». Il demandait en outre aux policiers du peuple de l'arrêter, ce qui était « chose courante ici ». Reed chante en public la chanson Kinder de Bettina Wegner, critique envers le régime, et se fait réprimander par le SED.
Durant cette période, Dean est souvent déprimé. Il téléphone régulièrement à ses amis aux Etats-Unis, leur ouvrant son cœur,. Il écoute la chaîne de télévision des soldats américains American Forces Network (AFN) et espère refaire une tournée aux Etats-Unis tout en ayant peur d'être expulsé de RDA et de ne pas avoir le droit d'y revenir. En avril 1986, il apparaît dans le magazine 60 Minutes de la chaîne de télévision américaine CBS News pour se faire connaître du public américain. À cette occasion, il justifie la construction du mur de Berlin et l'intervention soviétique en Afghanistan. Reed est ensuite submergé de lettres de reproches et d'insultes de la part de téléspectateurs américains.

### Mort
Le soir du 13 juin 1986, après une dispute avec sa femme, Renate Blume, avec laquelle il était marié depuis 1981, Dean Reed quitte son domicile en voiture, emportant avec lui son passeport et des vêtements chauds, après quoi il disparaît sans laisser de trace. Sa voiture, qui avait percuté un arbre, est retrouvée à 300 mètres du lac de Zeuthen (de), non loin de son domicile à Berlin-Est. Le 17 juin, le corps du chanteur est retrouvé dans le lac dans 50 cm d'eau, avec les veines coupées et une surdose de médicaments. Le journal télévisé de la Deutscher Fernsehfunk, Aktuelle Kamera, qualifie sa mort d'« accident tragique »,. Il y eut des spéculations sur un assassinat qui aurait été ourdi par la Stasi ou le KGB pour l'empêcher de repasser à l'Ouest. D'autres théories ont conclu à un meurtre commandité par la CIA.
Plus tard, grâce à l'étude des documents sur cette affaire, tirés des archives de la Stasi, la version du suicide a été confirmée : à la suite de l'autopsie, un comprimé d'un somnifère puissant qui ne s'était pas complètement dissous a été retrouvé dans l'estomac du chanteur. Dean Reed avait également laissé derrière lui une lettre de 15 pages au chef de département du comité central du SED, Eberhard Fensch (de), qui a été gardée secrète par le gouvernement de la RDA jusqu'en 1990. Il s'y plaint entre autres de la jalousie de sa femme et assure que sa mort n'a rien de politique. Il y confirme en outre son soutien au socialisme : « la seule solution aux grands problèmes de l'humanité ». Il s'excuse en outre auprès du secrétaire général du SED, Erich Honecker, pour ses dires et ses actions des quelques années précédentes, qui avaient pu conduire à une détérioration de l'image de la RDA.

« Erich Honecker, le dirigeant de l'Allemagne de l'Est, a pris personnellement la décision de faire disparaître à jamais la lettre dans un coffre-fort du ministère de l'Intérieur. La raison était de ménager les sentiments de sa femme. Il n'y avait pas d'autre raison. La lettre contenait même un hommage à Erich Honecker. Pourquoi donc l'aurait-il cachée ? »

— Eberhard Fensch (de)
Il est enterré au cimetière boisé de Rauchfangswerder à Berlin-Schmöckwitz. En 1991, à la demande de sa famille, son urne est transférée à Boulder, dans le Colorado, où elle a été enterrée au Green Mountain Cemetery.

## Vie privée

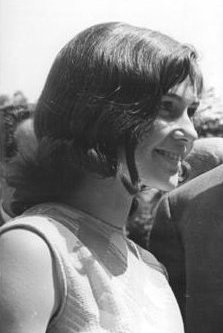
Renate Blume en 1964, qui sera la dernière épouse de Reed à partir de 1980.

Reed parlait l'anglais, l'allemand, l'espagnol, l'italien et le russe. Il s'est marié trois fois et a laissé trois enfants, dont un adopté.
Son premier mariage a eu lieu vers 1964 avec une Américaine, Patricia Hobbs, avec laquelle il a eu une fille, Ramona, née en 1968. Patricia l'a quitté en 1971, est retournée aux États-Unis avec leur fille, et a divorcé. Reed a épousé une Allemande de l'Est, Wiebke Dorndeck (née Schmidt), en 1973, avec laquelle il a eu une deuxième fille, Natascha, née en 1975. En 1981, il épouse sa troisième femme, l'actrice est-allemande Renate Blume, avec laquelle il restera jusqu'à sa mort malgré les tensions et les allégations selon lesquelles elle l'espionnait pour le compte de la Stasi. Reed a également eu une liaison intermittente pendant sept ans avec l'actrice estonienne Eve Kivi.

## Reed et les services secrets
Lorsque Reed fraternise avec le gardien de but soviétique Lev Yachine pendant la Coupe du monde de football de 1962 au Chili, il est fiché pour la première fois par la CIA.
À partir de 1967, il participe à des missions des services secrets des pays du pacte de Varsovie. Il s'agissait de différentes actions de propagande dans lesquelles Reed et les services poursuivaient les mêmes objectifs.
En 1976, le ministère est-allemand de la Sécurité d'État prend contact avec Reed. Par la suite, il est employé comme collaborateur officieux sous le nom de code qu'il s'était choisi, « Victor ». Il rend compte de visites à des diplomates de l'ambassade américaine en RDA. En 1977, les services de sécurité de l'État de la RDA essayent de le convaincre d'espionner Yasser Arafat. Reed refuse et se plaint à Erich Honecker, qui ordonne alors de laisser Reed tranquille. La Stasi cesse dès lors de collaborer avec lui,.

## Distinctions
En 1980, le Komsomol soviétique lui décerne le prix des arts et des lettres. La Jeunesse libre allemande (FDJ) lui décerne la médaille d'or Artur-Becker. Il reçoit la médaille tchécoslovaque Julius-Fučík et la médaille bulgare Gueorgui-Dimitrov. La RDA lui décerne l'étoile d'argent de l'amitié entre les peuples en 1985.
L'Institut Spark M. Matsunaga pour la paix de l'université d'Hawaï décerne un Prix de la paix Dean-Reed et l'université du Colorado a créé un Concours de rédaction du prix Dean Reed pour la paix, un concours annuel de rédaction en sa mémoire.
Un hommage particulier a été rendu à Dean Reed lorsque son portrait a été imprimé sur une étiquette pour le Rum-Cola du VEB Getränkekombinat Dessau.
Une école de Potsdam est nommée Dean Reed le 1er septembre 1987, mais elle est rebaptisée après 1990.

## Discographie
- The Search, Capitol Records, 1959
- I Kissed a Queen, Capitol Records, 1959
- He Besado A Una Reina, Capitol Chile, 1959
- Our Summer Romance, Capitol Records, 1959
- Nuestro Amor Veraniego, Capitol Chile, 1960
- Don’t Let Her Go, Capitol Records, 1960
- I Forgot More Than You’ll Ever Know, Imperial Records, 1961
- Dean, Philips Chile, 1962
- Como Un Niño Soy, Odeon Chile, 1964
- La Bamba, Odeon Argentina, 1965
- Hippy Hippy Shake, Odeon Chile/Argentina, 1965
- Simpatia, EMA 1966
- Dean Reed, Melodiya, 1969
- Las Cosas Que Yo He Visto, Odeon Chile, 1971
- Mississippi-Line, Melodiya 1972
- Wir sagen ja..., Amiga, 1972
- Dean Reed a jeho svet, Supraphon, 1976
- My Song For You, Supraphon, 1978
- Rock ’n’ Roll, Country & Romantic, Supraphon, 1980
- Dean Reed Country, Supraphon, 1981
- Dean Reed, Supraphon, 1986
- Akter i pesnja: Dean Reed, Vostokchim, 2001
- The Red Elvis: The Very Strange Story Of Dean Reed, Bear Family, 2007
- Seine Amiga-Erfolge, SONY BMG, 2007

## Filmographie

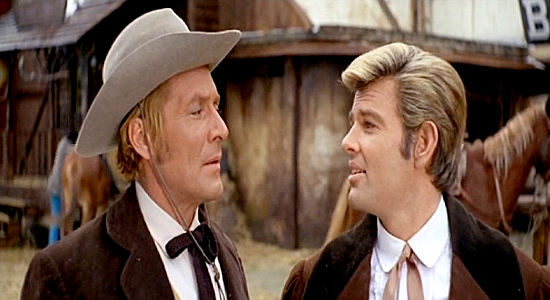
Piero Lulli et Dean Reed dans Dieu les crée, moi je les tue (1968).

- 1965 : Guadalajara en verano de Julio Bracho : Robert Douglas
- 1965 : L'amour a plusieurs visages (Love Has Many Faces) d'Alexander Singer : homme interrogé par la police (non crédité)
- 1965 : Mi primera novia d'Enrique Carreras
- 1967 : Buckaroo ne pardonne pas (Buckaroo, Il winchester che non perdona) d'Adelchi Bianchi : Al, Buckaroo
- 1968 : Dieu les crée, moi je les tue (Dio li crea... Io li ammazzo!) de Paolo Bianchini : Slim Corbett / Compton
- 1968 : I nipoti di Zorro de Marcello Ciorciolini : Raphael de la Vega / Zorro
- 1969 : La Mort sonne toujours deux fois (Blonde Köder für den Mörder) d'Harald Philipp : Bob Martin
- 1969 : Il diario proibito di Fanny (it) de Sergio Pastore : Michel
- 1970 : Le Clan des gangsters (La banda de los tres crisantemos) d'Ignacio F. Iquino : Owen Olinger
- 1970 : Vingt Pas vers la mort (Veinte pasos para la muerte) de Manuel Esteba et Antonio Mollica : Mestizo
- 1970 : Adios Sabata (Indio Black, sai che ti dico: Sei un gran figlio di...) de Gianfranco Parolini : Ballantine
- 1971 : Les Pirates de l'île verte (Los corsarios) de Ferdinando Baldi : Alan Drake
- 1972 : À qui le tour ? (Sotto a chi tocca!) de Gianfranco Parolini : Straccio
- 1973 : Scènes de la vie d'un propre à rien (de) de Celino Bleiweiß (de) : Taugenichts
- 1973 : Storia di karatè, pugni e fagioli de Tonino Ricci : Sam
- 1974 : Kit & Co de Konrad Petzold : 'Kit' Christopher Bellew
- 1975 : Frères de sang (Blutsbrüder) de Werner W. Wallroth : Harmonika
- 1976 : Soviel Lieder, soviel Worte (de) (Улыбнись, ровесник!) de Michael Englberger et Julius Kun : Dean
- 1977 : El Cantor (de) de Dean Reed : El Cantor
- 1981 : Sing, Cowboy, sing de Dean Reed : Joe
- 1984 : Uindii de Masato Harada : Jim Gains

## Œuvres consacrées à Dean Reed
En 1970, le réalisateur José Roman tourne le film Dean Reed, qui documentait les apparitions du chanteur lors de la campagne électorale au Chili. Wernfried Hübel a réalisé le film Dean Reed: Sänger des anderen Amerika (1972), produit par la Deutsche Film AG. Will Roberts produit American Rebel: The Dean Reed Story en 1985.
Après la mort de Reed, The Incredible Case of Comrade Rockstar de Leslie Woodhead (1992), Glamour und Protest de Peter Gehrig (de) (1993), Wer sind Sie, Mr. Reed? de Viktor Beljakov (2004) et Der rote Elvis de Leopold Grün (2007) ont été réalisés.
En 2004, Tom Hanks acquiert les droits pour l'adaptation cinématographique de la biographie de Reed par Renate Blume,. En 2012, il déclare que ce projet n'était plus d'actualité pour lui (« Malheureusement, cette fenêtre d'opportunité s'est refermée. La fille de Dean, Ramona, négocie entre-temps avec d'autres personnes intéressées... »).
En 2020, l'Opéra de Neukölln (de) organise un spectacle pour Dean Reed sous le titre Iron Curtain Man.
En 2022 sort le documentaire Red Elvis: The Coldwar Cowboy sur Reed, avec la participation de Ramona Reed.